# Gartenhaus der Familie Kestner in der Bult

Mit Weiher und Boot im Vordergrund: Das im September 1845 von Georg Laves festgehaltene Anwesen der Familie Kestner

Das Gartenhaus der Familie Kestner in der Bult ist der Titel einer Radierung oder Federzeichnung, die der Künstler Georg Laves im September 1845 schuf. Das Werk in den Maßen 17,4 × 24,8 cm zeigt das sogenannte „Gartenhaus“, eigentlich ein Landhaus der Familie um den Legationsrat August Kestner, das der Königlich Hannoversche Hofarchitekt Georg Ludwig Friedrich Laves 1828 für die Familie des Hofrates Johann Christian Kestner errichtete. Ähnlich wie die Stadthäuser der beiden Familien grenzten auch hier die Gartenhäuser der Familien Laves und Kestner aneinander.
In dem Gartenhaus außerhalb der Stadt vor dem Aegidientor wirkte neben dem Hofrat Johann Christian Kestner vor allem Charlotte Kestner, geborene Buff, die als Lotte in dem Roman Die Leiden des jungen Werthers von Goethe in die Weltliteratur einging.
Standort des romantisch idealisierten Kestnerschen Anwesens mit einem dargestellten Weiher auf einem weitläufigen Grundstück war das Areal zwischen der – heutigen – Kestnerstraße und dem anfänglich Erste Bultstraße genannten Verkehrsweg, später unter der – damaligen – Adresse Lavesstraße 56.

## Geschichte und Beschreibung
Das Kestnersche Gartenhaus war ab den 1820er Jahren nur eine von drei Immobilien der Familie Kestner in und um Hannover: Nachdem Lotte Kestners ältester Sohn Georg Kestner bereits 1820 das Haus Große Aegidienstraße 11 in Familienbesitz gebracht hatte, in dem Lotte die letzten acht Jahre ihres Lebens verbrachte, erwarb er in exklusiver Wohnlage in der Leinstraße 11 eines der bald als elegantest eingerichtet geltenden Wohnhäuser der Stadt. Dort brachte er einen Teil seiner auf mehr als 500 Nummern zählenden Sammlung von Gemälden mit historischen Porträts unter, einen anderen Teil in dem später nach dem Tod seiner Mutter ererbten Gartenhaus.
Schon zuvor hielt Lotte Kestner ihre ursprünglich zwölf eigenen Kinder dazu an, auf dem Grundstück um das geräumige Kestnersche Landhaus jeweils eigene kleine Gärten zu pflegen. Der Kestnersche Garten zählte zu den „Bultgärten“ vor dem Pferdeturm, wurde jedoch nicht nur in den Sommermonaten als idyllischer Landschaftsgarten genutzt, sondern war auch mit einer Gartenwirtschaft mit Viehhaltung verbunden, in der jährlich mit einem Fest das Schweineschlachten gefeiert wurde.
Nach Lotte Kestner bewohnten vor allem ihr Sohn das Gartenhaus in der Bult, der Archivrat Georg Kestner, später auch ihr Enkel Hermann Kestner, der Stifter des Kestner Museums.
Das Kestnersche Gartenhaus wurde 1892 abgebrochen.
Das von Georg Laves im September 1845 geschaffene Bild des Kestnerschen Gartenhauses war im Jahr 2000 während der Ausstellung malerisch-idealisiert. Stadtansichten Hannovers im Historischen Museum Hannover gezeigt worden.